# Avenida Sete de Setembro (Salvador)
A Avenida Sete de Setembro, comumente abreviada para Avenida Sete, é uma das principais e a mais tradicional das vias urbanas do município de Salvador, no estado da Bahia, Brasil. Foi palco de acontecimentos históricos e local de marcos arquitetônicos importantes, abrigando museus, igrejas, hospitais, escolas e hotéis ao longo dos seus 4,6 quilômetros de extensão, e conectando o núcleo urbano surgido nos séculos XIX e XX ao centro histórico da cidade, de origens coloniais.
Inaugurada em 1916 pelo então governador José Joaquim Seabra, foi idealizada como parte do plano de reforma urbana de Salvador iniciado em 1912, buscando conectar o centro antigo aos novos bairros que surgiam ao sul da cidade.
Possui uma ocupação extremamente variada no uso do solo, alternando comércio, serviços e habitações de diferentes níveis de renda, assim como instituições diversas, e divide-se em três trechos principais; o distrito de São Pedro, distrito da Vitória e o distrito da Barra, cada um desses espaços com enormes diferenças socioeconômicas e paisagísticas entre si. Suas calçadas de pedra portuguesa são a única mostra de que, apesar de tantas diferenças nas ocupações e nomes, a Avenida Sete é uma só, desde a Barra até a Praça Castro Alves.
Seu sentido varia, sendo mão única sentido sul em seu primeiro trecho, do Farol da Barra até o Largo do Porto da Barra, depois mão dupla até o final do Corredor da Vitória, alterando-se novamente para mão única sentido norte a partir do Largo do Campo Grande, prosseguindo assim até o seu término na Praça Castro Alves, onde se une à Rua Chile, nas portas do Centro Histórico de Salvador.
No Carnaval se transforma em palco das movimentações populares, sendo o trecho situado no distrito de São Pedro denominado "Circuito Avenida" ou "Circuito Osmar", que engloba em um mesmo percurso a Praça Castro Alves e a Rua Carlos Gomes, no seu entorno.

## História

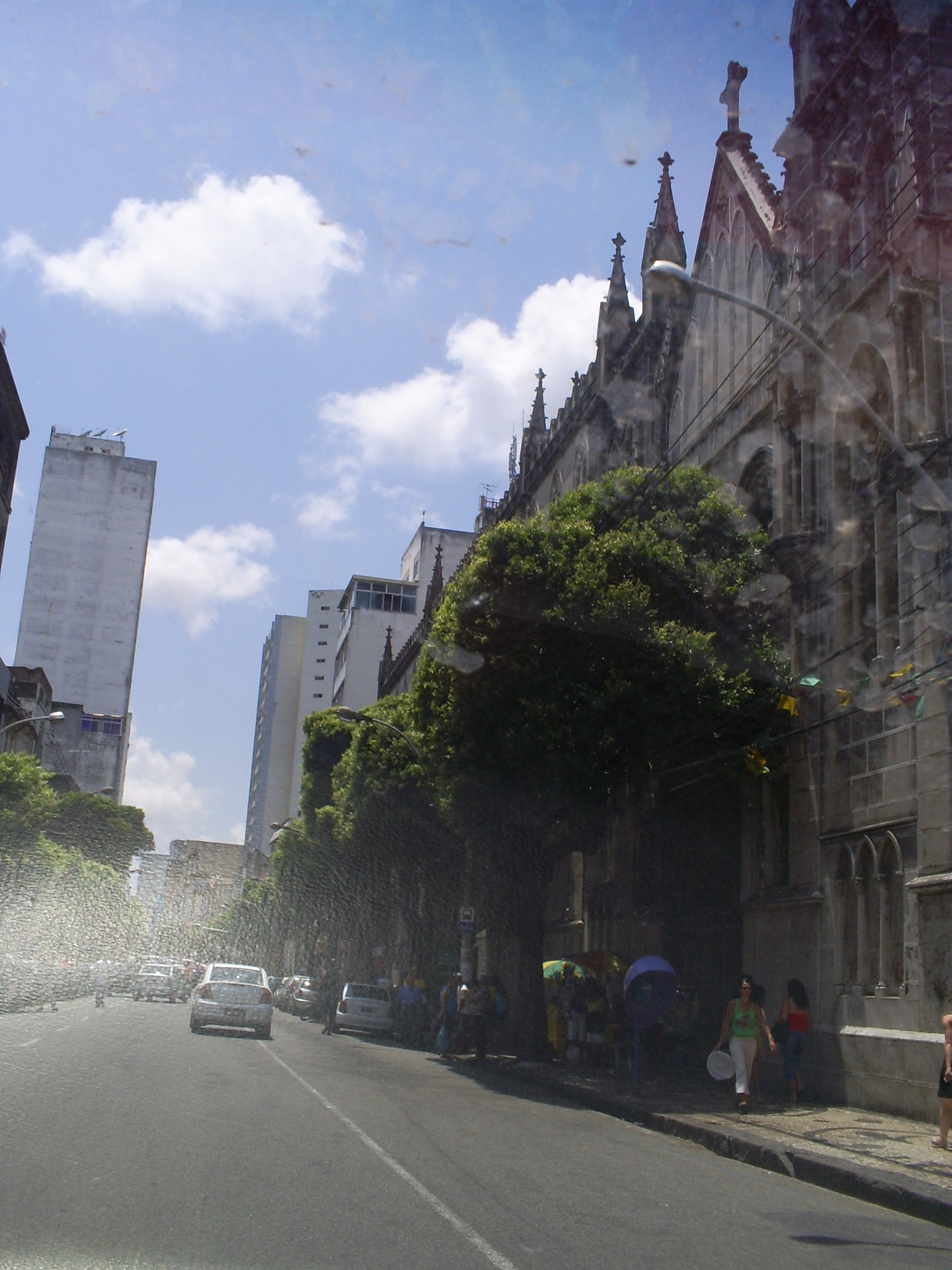
Fachada do conjunto arquitetônico das Mercês (capela, colégio, convento) coberta por árvores na avenida Sete.

Em 1912, com a vitória de José Joaquim Seabra para o governo da Bahia, foi iniciado um plano de remodelação urbana no núcleo histórico de Salvador, seguindo os moldes do "urbanismo demolidor" parisiense de Haussmann, e, em menor escala, das reformas do centro do Rio de Janeiro feitas por Pereira Passos entre 1902 e 1906.
O plano consistia da abertura e alargamentos de novas vias, demolição de quarteirões, remodelação e ampliação do porto na Cidade Baixa com a construção de quebra-mares e aterros para escoar a crescente produção de cacau no sul do estado, assim como o traçado de uma grande avenida unindo o Largo do Campo Grande à Praça Castro Alves, rompendo com o traçado colonial e buscando higienizar e ordenar a cidade de Salvador, até então foco de inúmeras doenças e problemas estruturais.
Aproveitando-se do momento favorável, J.J Seabra reúne as condições econômicas, financeiras e a força política para executá-las, contando com o apoio do prefeito Júlio Viveiros Brandão, do arcebispo Jerônimo Tomé da Silva e do engenheiro Arlindo Coelho Fragoso, designado como seu secretário e coordenador da ação executiva que realizará as obras propostas. O projeto é bancado em parte pelos governos estadual e municipal, com capital financeiro nacional e internacional, apoiado em uma lei que permitia empréstimos estrangeiros para obras de infraestrutura e estradas.
Em 1910, é idealizado por Jerônimo Teixeira de Alencar Lima o chamado "Plano geral de melhoramentos em parte da cidade de Salvador" baseando-se na reforma urbana do Rio de Janeiro, e pretendendo realizar novas intervenções na cidade através do saneamento, da estética e do tráfego aberto nas ruas insalubres. Houve três versões desse plano, sendo a segunda de 1912 a mais ousada, apesar de não ter sido executada. Outro projeto, do engenheiro José Celestino dos Santos propunha uma avenida entre a Praça da Piedade e a Ladeira da Independência, modificando o tecido urbano do distrito de Santana.
Ao final, o projeto realizado foi uma versão menor do "Plano geral" de Jerônimo Teixeira, empreendido pela Companhia de Melhoramentos, que rasga o tecido urbano e abre a Avenida do Estado (como era chamada até então), indo do Farol da Barra até a Ladeira de São Bento, onde se encontra com a Praça Castro Alves e a Rua Chile.
Buscando uma "modernização" da antiga estrutura colonialismo de Salvador e conectando o centro antigo aos bairros novos que surgiam com a expansão sul da cidade (Vitória, Graça, Canela e o balneário da Barra) a abertura dessa avenida e o alargamento das ruas provocou a perda irreparável de monumentos importantes dos séculos XVIII e XIX, como a antiga Igreja de São Pedro Velho e o Convento das Mercês, ambos destruídos, assim como o prédio do Senado Estadual da Bahia, que teve sua ala esquerda demolida para a abertura de uma rua, sendo posteriormente doado ao Instituto Histórico e Geográfico da Bahia e a Igreja de Rosário de João Pereira (ou dos brancos). Também são derrubadas muitas residências, gerando um problema habitacional na época.
Até mesmo o Mosteiro de São Bento teria sido demolido para dar lugar a novos prédios do serviço público, mas graças aos esforços do Abade Don Maiolo de Cagny, que através de um manifesto chamado "Aviso ao povo baiano" conquistou o apoio da população, pressionou para que os reformadores, felizmente, desistirem de destruí-lo. A imprensa da época era a favor das obras e demolições, se esforçando constantemente em convencer a população da necessidade de transformar o centro da cidade.
A Bahia material que guarda ainda todos os característicos de uma cidade colonial de três séculos atrás, vai desaparecer para ceder lugar à uma cidade moderna construída sob os preceitos rigorosos do progresso.— Jornal Gazeta do Povo, Apud Perez, 1974, p.36.

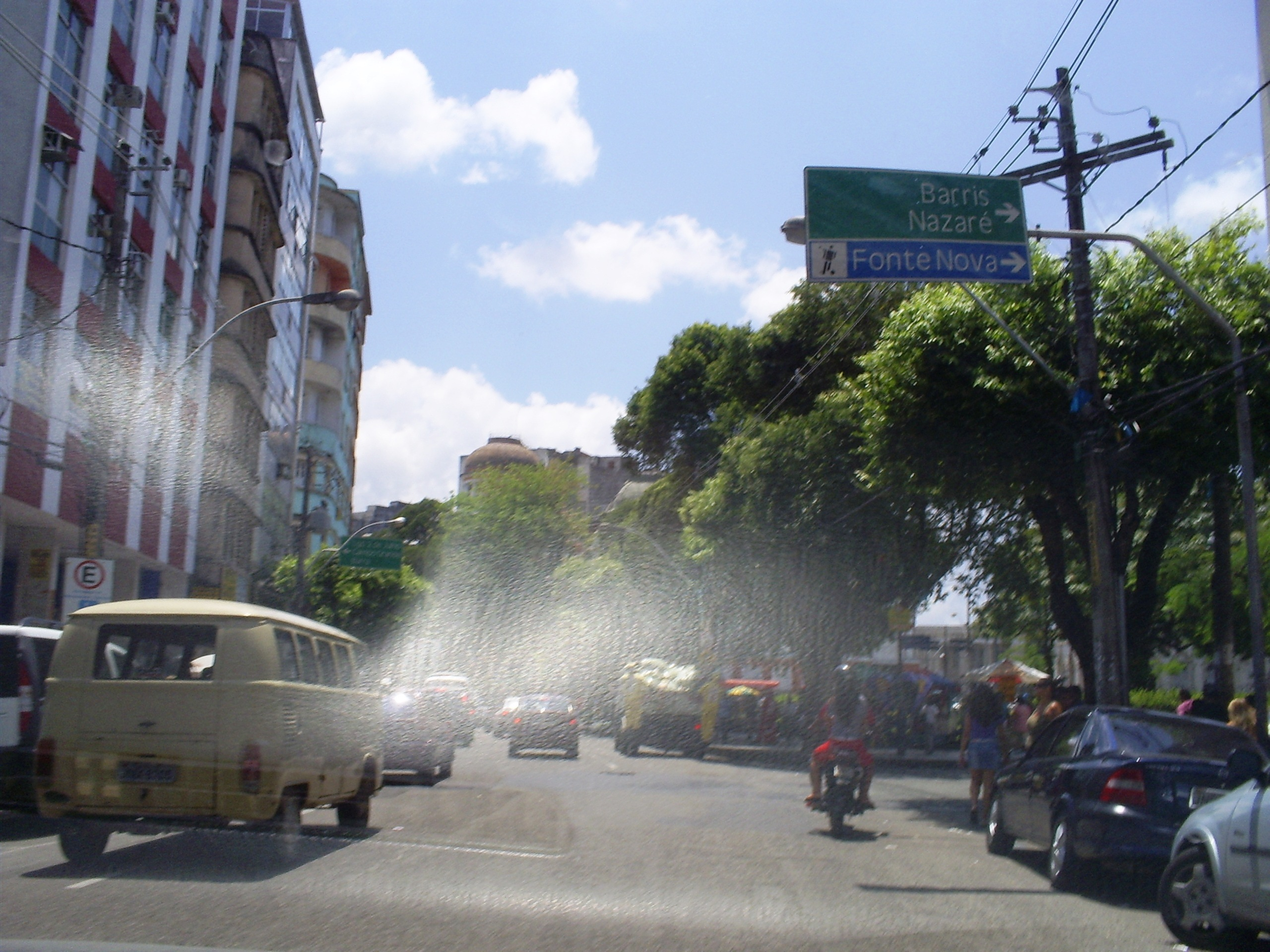
A avenida com a Praça da Piedade ao fundo.

Após a reforma, foram erguidos novos monumentos como o Relógio de São Pedro, no local onde se erguia a igreja homônima, e a estátua em homenagem ao Barão do Rio Branco. Em 1917, foi construída uma nova Igreja de São Pedro em um dos lados da Praça da Piedade, como indenização do governo do estado.
Com a eclosão da Primeira Guerra Mundial, em 1914, os financiamentos externos que sustentaram a empreitada foram dificultados, e caso não ocorresse tal fato provavelmente haveria mais demolições e Salvador teria perdido muito mais de sua história e arquitetura, o que foi evitado.
Nos anos que se seguiram, a Avenida Sete de Setembro se torna o centro de comércio da elite baiana, abrigando grandes lojas de varejo e de compras que marcaram época. A partir das décadas de 1940 e 1950, com o surto de se construir edifícios em Salvador a qualquer custo, é destruída mais ainda uma parte do acervo arquitetônico que restou dos casarios coloniais, assim como as residências ecléticas da Barra e Vitória, e até mesmo as casas da época da reforma de J.J. Seabra, que não chegaram a durar nem meio século. A unidade visual se perde com construções de diferentes alturas, que destroem a harmonia dos gabaritos e modificam a paisagem secular da cidade.
Na década de 1970, com a expansão de Salvador rumo ao vetor norte e a abertura do Shopping Iguatemi, antigos centros de comércio da classe alta como a Rua Chile e a Avenida Sete entram em processo de abandono e degradação, perdendo espaço e alterando seu público, que passa a ser frequentado pelas classes populares. Em 1998, a Praça da Piedade é reformada, ganhando um gradil executado pelo artista plástico Carybé.
Em 2014, a prefeitura de Salvador entregou uma obra de requalificação da orla da Barra, que alterou a paisagem da Avenida Sete de Setembro entre o Largo do Porto da Barra e o Farol, e também a Avenida Oceânica até a altura do Barra Center. Todo o asfalto da via foi coberto com uma camada de areia e depois nivelado com as calçadas por piso de concreto intertravado com granito, tornando-a uma via compartilhada com pedestres. Para tal, o tráfego foi drasticamente reduzido, sendo permitida a passagem apenas de veículos cadastrados por moradores da região, além de umas poucas linhas de ônibus (que tiveram as rotas desviadas) e veículos de serviço e abastecimento, a uma velocidade máxima de 30 km/h. O sentido de tráfego nesta área, que era de mão dupla, passou a ser de mão única para o sul, com a mão dupla permanecendo apenas no trecho restante da antiga Ladeira da Barra (entre os largos do Porto da Barra e Vitória) e no Corredor da Vitória.

## Divisões
A Avenida Sete de Setembro se divide em três trechos, o Distrito de São Pedro, Distrito da Vitória e o Distrito da Barra.

### Distrito de São Pedro

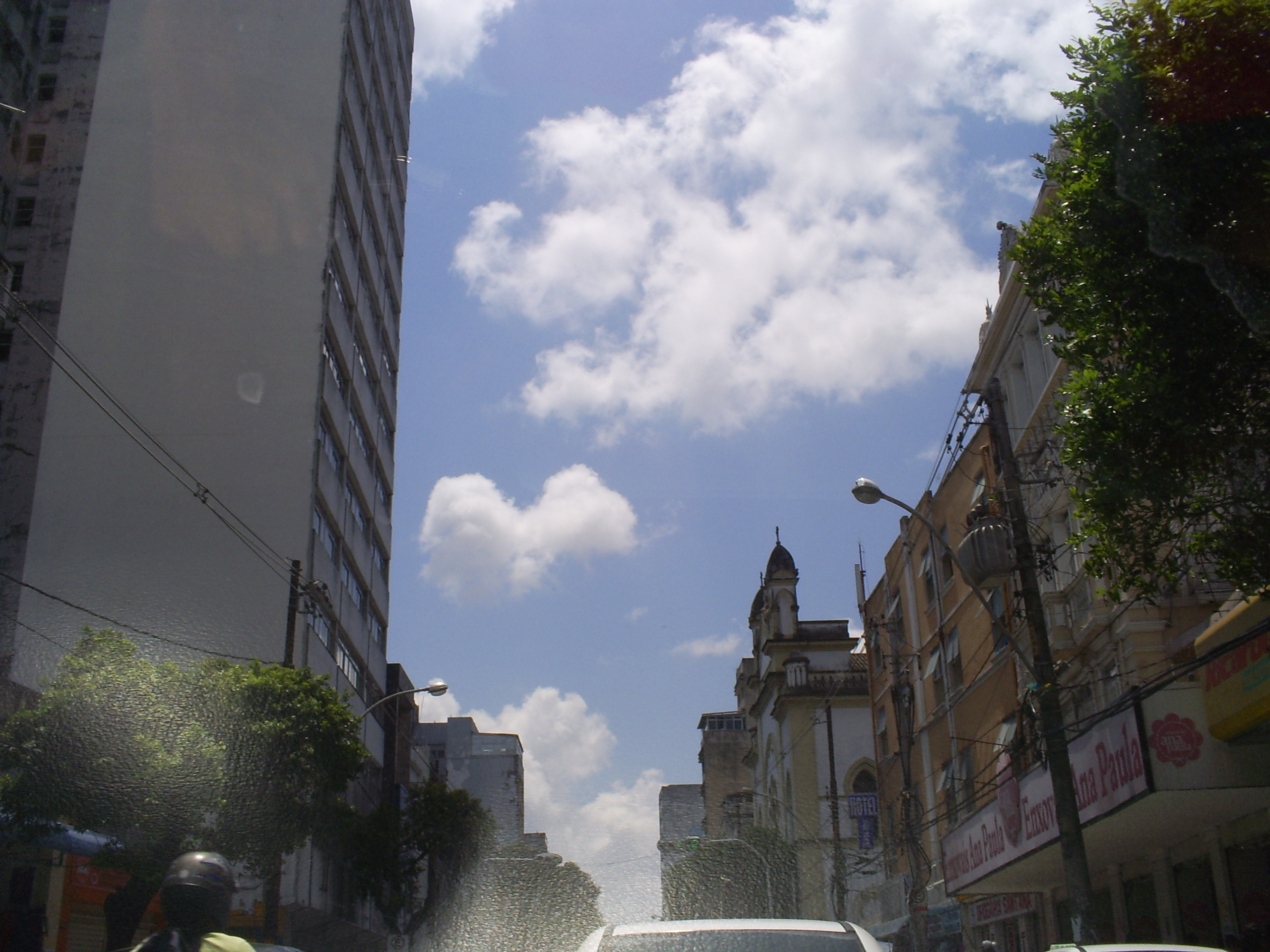
A avenida na altura da Capela de Nossa Senhora do Rosário (à direita), local da antiga Igreja de São Pedro Velha.

É o mais antigo dos três, na cidade tradicional, e o único chamado popularmente de “Avenida Sete de Setembro”, pois foi nesse trecho que se realizaram as grandes intervenções urbanísticas de J.J. Seabra.
Possui aproximadamente 1,5 quilômetro, se estendendo do Campo Grande á ladeira de São Bento, onde se une a Rua Carlos Gomes e a Praça Castro Alves.
Possui um conjunto arquitetônico único, com exemplares que vão desde o estilo barroco (Mosteiro de São Bento, século XVII), eclético (Instituto Histórico e Geográfico, antigo senado, do século XIX) e moderno (Edifício Sulacap, no seu final, dos anos 40 do século XX), apesar de ter sofrido ao longo dos últimos 100 anos uma perda de seus monumentos, como a Igreja de São Pedro Velho e o Convento das Mercês, além dos que deram lugar a edifícios residenciais e de comércio.
Se tornou, desde o início do século, um eixo de comércio varejista intenso na cidade até os anos setenta, quando sofreu um profundo processo de degradação devido a abertura do Shopping Iguatemi, novo eixo de compras em Salvador. A partir dai houve uma mudança de público, as classes mais altas deram lugar a um público da classe C e D tendência que se agravou ao longo das crises econômicas nos anos 80 e 90.
Atualmente, apesar de todos os problemas de degradação urbana, tráfego intenso, estacionamento e ambulantes camelôs, problemas sociais como mendigos e prostituição, assim como poluição visual e a destruição de suas calçadas de pedra portuguesa, sofrendo com o abandono de muitas edificações, em uma área já consolidada da cidade, o que é preocupante.
A via tem um fluxo de 350 mil pessoas por ano, enquanto que na década de 1990 eram 90 mil, o que demonstra a importância dessa via para a vida da cidade. E por ser uma via de mão única, seu fluxo de tráfego se articula com a Rua Carlos Gomes, paralela a esta.
Em 2007, a prefeitura de Salvador lança uma proposta de revitalização ainda em estudo, da qual uma das ideias é priorizar o pedestre em detrimento de veículos, construindo um calçadão na área, o que gerou polêmica, pois a Secretaria de Planejamento Urbano do município não soube responder como seria conciliada essa ideia com a passagem e movimentação de trios elétricos no Carnaval.

### Distrito da Vitória
Seguindo o trajeto do antigo Caminho do Conselho, começa no topo da ladeira, onde fica a Igreja da Vitória, no largo de mesmo nome; a partir daí a avenida é chamada de Corredor da Vitória, se estendendo por um trecho com pouco mais de um quilômetro de extensão e abrigando grandes equipamentos culturais da cidade de Salvador, assim como um patrimônio da arquitetura eclética do século XIX e termina no Campo Grande, antes da Ladeira dos Ingleses.

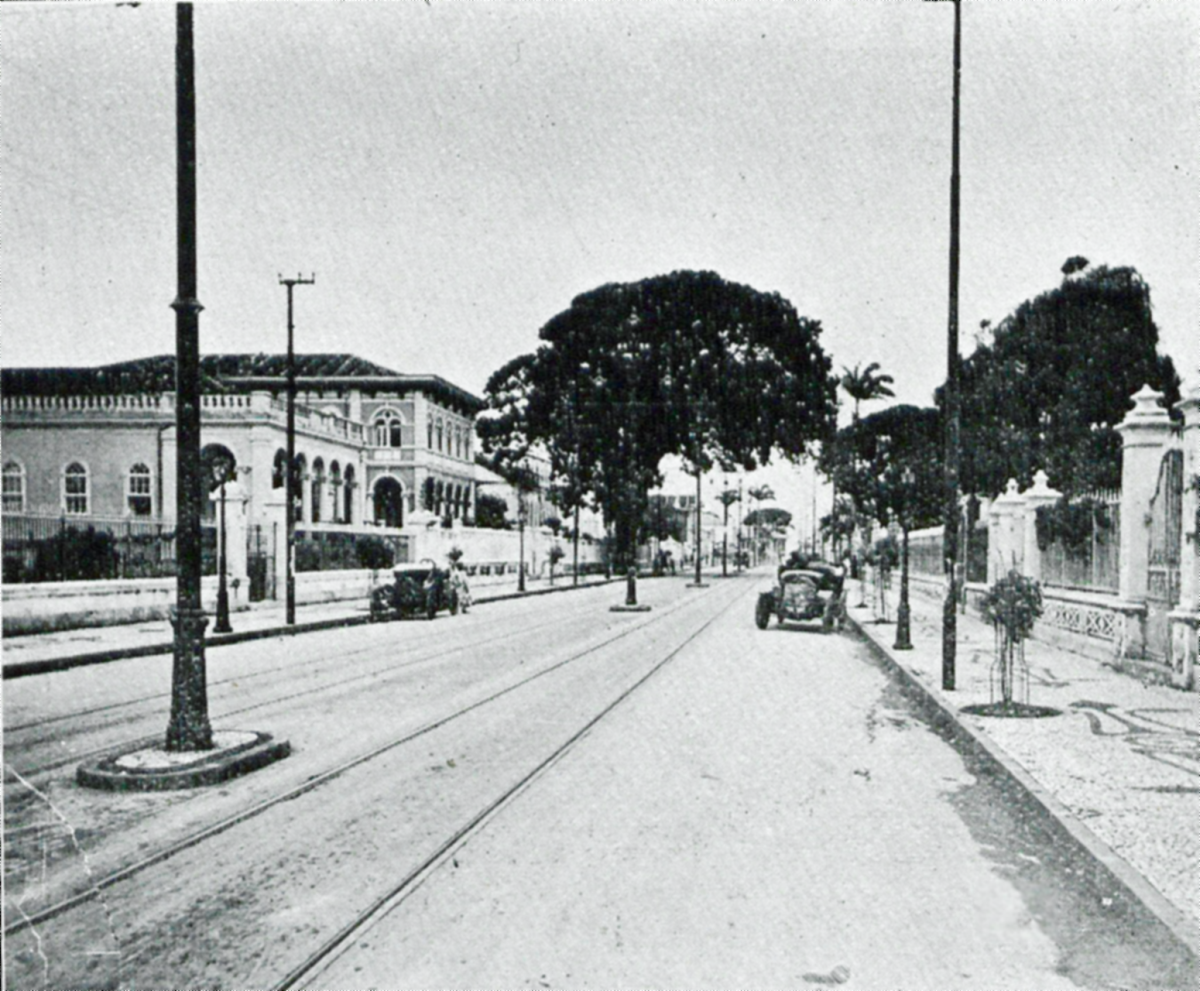
Corredor da Vitória, em 1921.

Até o começo do século XIX era um subúrbio de Salvador, sendo ocupado a partir da segunda metade por enormes casarões ecléticos e de novas feições arquitetônicas, abrigando em parte a nascente aristocracia imperial que fugia das sujas ruelas do centro histórico, assim como comerciantes estrangeiros ingleses, franceses, espanhóis e italianos recém chegados à "cidade da Bahia" se instalaram nesse trecho, trazendo inovações construtivas baseadas nos princípios higienistas europeus, separando suas residências com recuos laterais, jardins e sanitários próprios.
A partir do século XX, com o inchaço urbano e as transformações econômicas e sociais sofridas por Salvador, toda a área entra em um profundo processo de especulação imobiliária, sofrendo uma grande verticalização, destruindo muitos exemplares que, por uma visão distorcida de preservação do patrimônio, foram deixados a própria sorte. No final dos anos 80 essa tendência se atenua com o conceito de preservar os casarões e construir as edificações por trás do terreno, salvando algumas construções desse destino.
O nome se origina da vitória da Bahia nas Guerras de Independência, o 2 de julho, quando as tropas vencedoras retomaram a cidade das mãos portuguesas, passando a chamar o local de corredor da Vitória, por onde marcharam.
Porém, até a atualidade o conflito entre preservar e destruir gera polêmica, sendo a última a demolição da Mansão Wildberger, que mesmo não sendo um edifício de valor histórico nem arquitetônico, despertou o debate; enquanto isso, construções de real importância ainda seguem desprotegidas, a espera da voracidade da especulação imobiliária.
É o metro quadrado mais caro da cidade, custando em torno de R$ 7 mil para o segmento classe A, que concentra sua ocupação em torno da margem litorânea do corredor da Vitória, com edifícios acima de 40 andares e teleféricos com píers exclusivos para o mar.
O calçamento de pedra portuguesa remonta a abertura da Avenida Sete no século passado, e as árvores seculares plantadas dão uma característica única a essa área de Salvador, povoada de museus, escolas, centros culturais, e demais serviços de bairro.

### Distrito da Barra

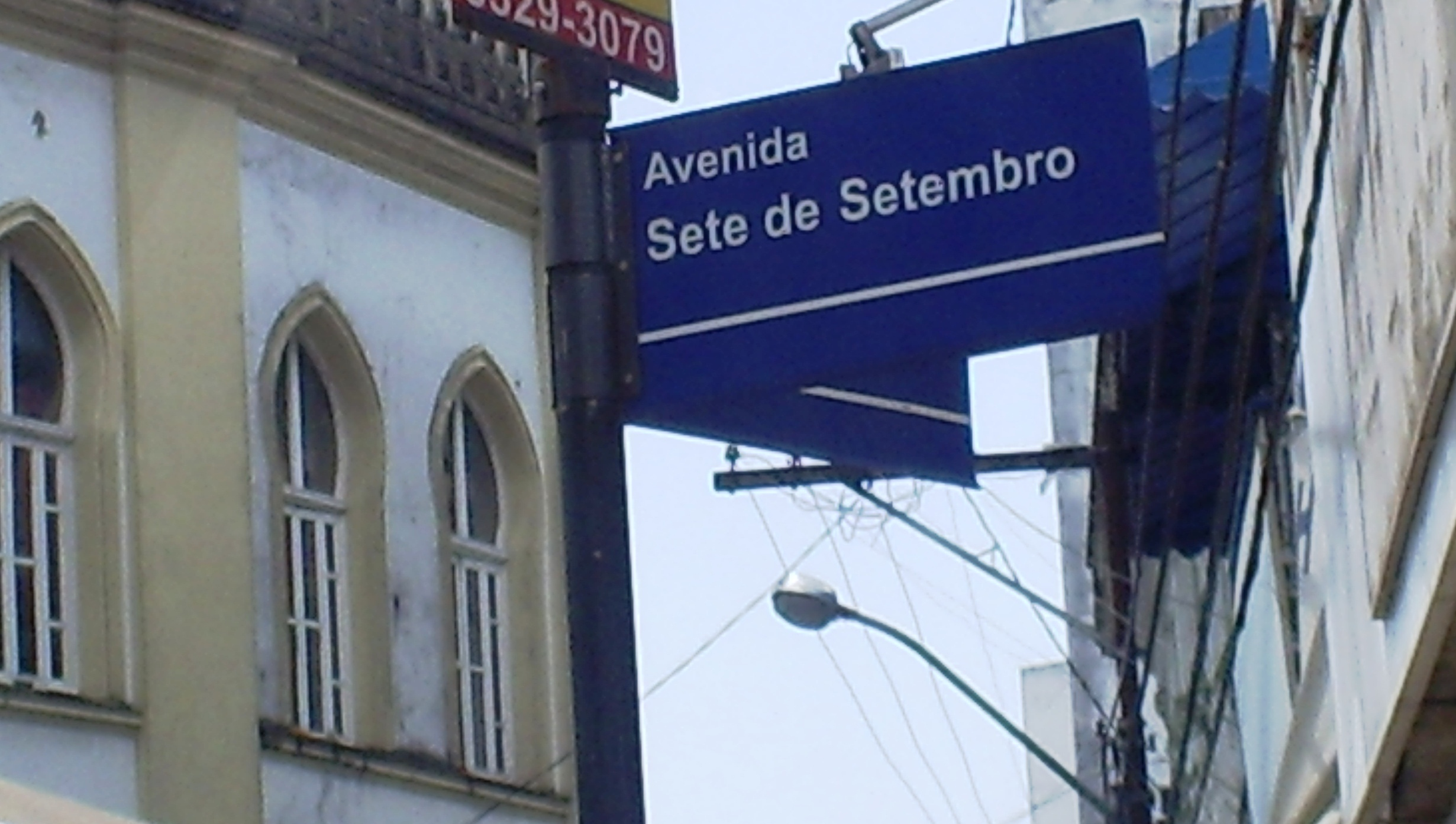
Placa indicando a avenida.

Esse trecho possui aproximadamente 2,5 quilômetros de extensão, nascendo do Farol da Barra e edifício Oceania, até o Largo da Vitória, percorrendo o antigo Caminho do Conselho, hoje Ladeira da Barra.
No início da colonização do território brasileiro, El-Rei Dom João III doou a capitania hereditária da Baía de Todos os Santos ao donatário Francisco Pereira Coutinho, que se instalou na região, em 1534, fundando o Arraial do Pereira nas imediações onde hoje se situa a Ladeira da Barra, e construindo as “casas para cem moradores” que, doze anos depois ainda seriam encontradas por Tomé de Sousa na época da fundação da cidade, chamada de Vila Velha, referida nas cartas dos jesuítas e nos documentos do primeiro governador-geral.
Onde atualmente se encontra a Igreja de Santo Antônio da Barra foi erguida uma fortaleza, um castelo feito de taipa e madeira.
Também ocorre a primeira experiência de miscigenação da cultura nativa indígena com o branco europeu na história do Brasil, tendo nas figuras de Diogo Álvares Correia, o Caramuru e sua esposa, a índia Catarina Paraguassu os principais elementos históricos, sendo este chamado tempos depois pelo poeta Gregório de Matos de "o Adão de Massapê", pai da civilização baiana.
Foi no atual Porto da Barra que o Governador-geral Tomé de Sousa desembarcou com homens e materiais, fundando a cidade da Bahia no ano de 1549, século XVI; com esse fato, a Vila do Pereira foi lentamente se esvaziando até desaparecer completamente, no século XVII.
Até o século XIX permanece como um subúrbio da cidade, tornado depois um balneário marítimo na primeira metade do século XX, e após a transformação do Caminho do Conselho na Avenida Sete, se inicia o processo de consolidação como bairro importante. Em 1942 é construído o Edifício Oceania, seu marco mais conhecido da arquitetura moderna.
No Carnaval, o "circuito Barra-Ondina" ou "Dodô" começa no ponto inicial do traçado da Avenida Sete de Setembro, em frente ao Forte de Santo Antônio da Barra.

## Importantes pontos

### Barra

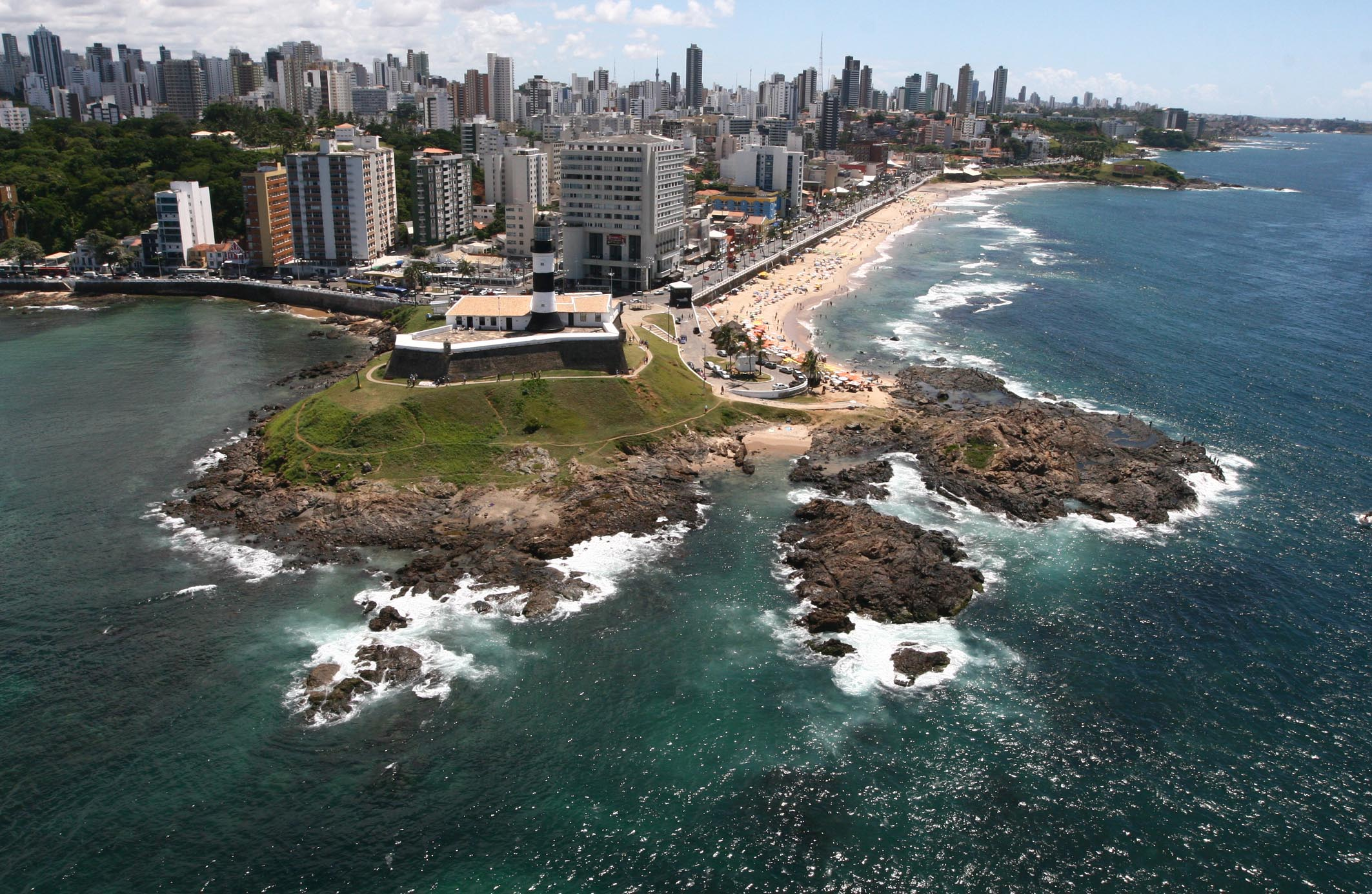
Ponta de Santo Antônio, extremo sul de Salvador, onde a Avenida Sete (a esquerda) se encontra com a Avenida Oceânica (a direita) no Largo do Farol da Barra.

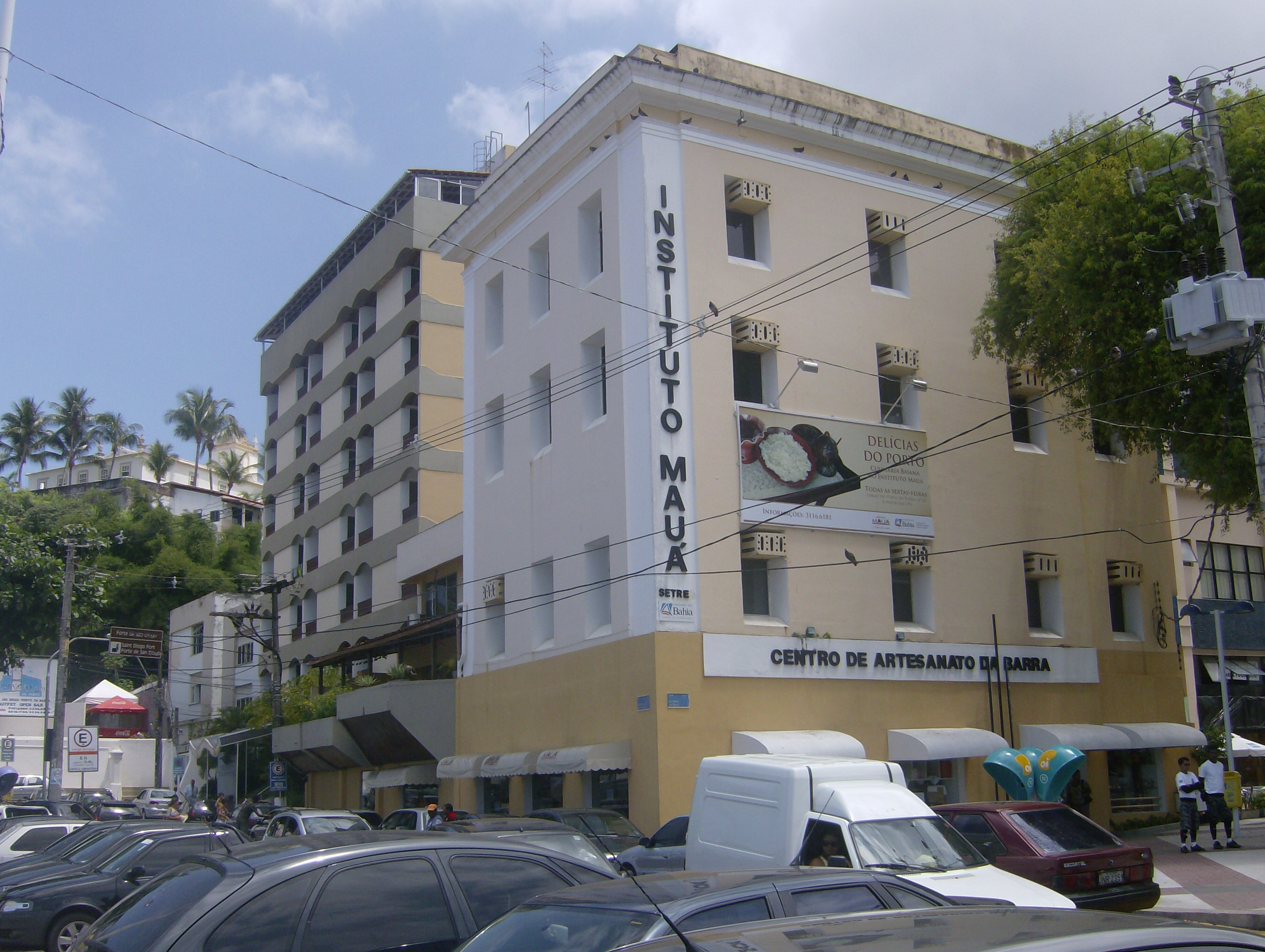
Instituto Mauá.

- Edifício Oceania
- Forte de Santo Antônio da Barra
- Forte de Santa Maria
- Hospital Espanhol
- Instituto Mauá
- Forte de São Diogo
- Marco da Fundação da Cidade
- Igreja de Santo Antônio da Barra
- Yacht Club da Bahia
- Aliança Francesa
- Cemitério dos Ingleses da Bahia

### Vitória
- Igreja da Vitória
- Museu Geológico da Bahia

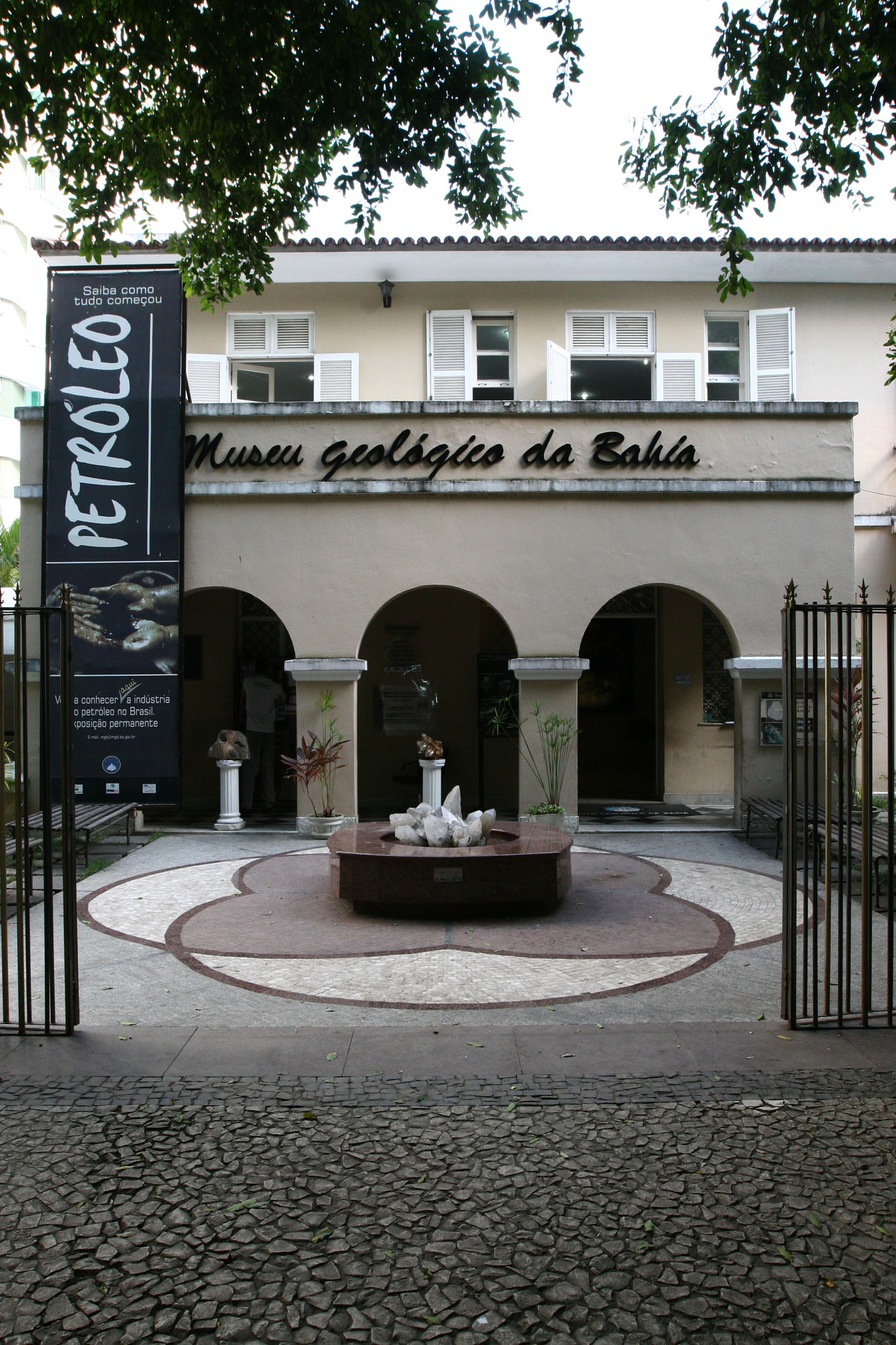
Entrada do Museu Geológico da Bahia.

- Corredor da Vitória e todos os seus edifícios
- Museu de Arte da Bahia
- Museu Carlos Costa Pinto
- Escola Estadual Odorico Tavares
- Instituto Goethe
- ACBEU
- Campo Grande
- Residência Universitária da UFBA
- Mansão Margarida Costa Pinto

### São Pedro
- Forte de São Pedro
- Passeio Público
- Largo dos Aflitos
- Casa de Itália
- Palácio da Aclamação
- Teatro Vila Velha
- Hotel da Bahia
- Praça da Piedade
- Igreja de São Pedro

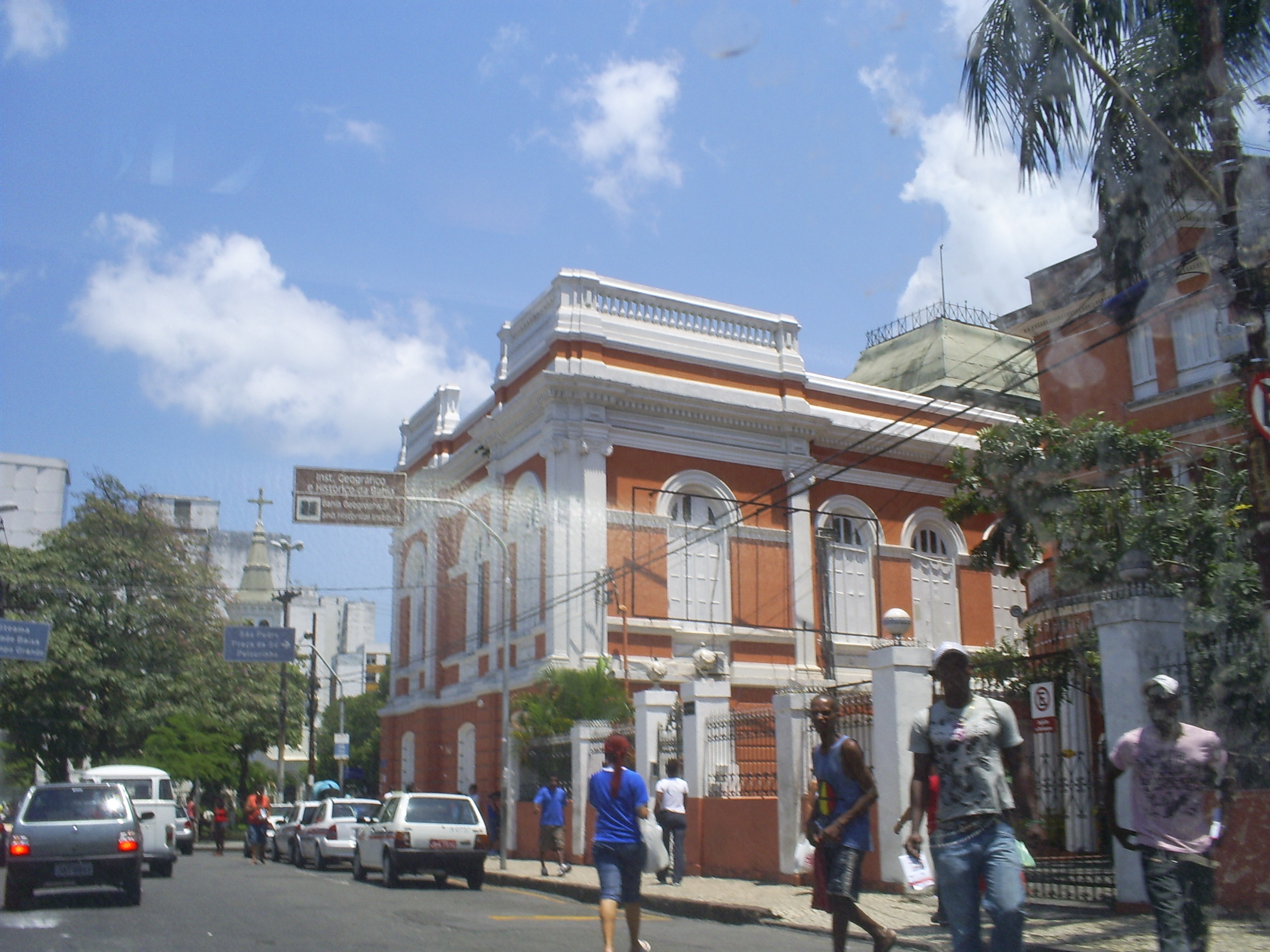
O Instituto Geográfico e Histórico da Bahia.

- Instituto Histórico e Geográfico da Bahia
- Faculdade de Ciências Econômicas da UFBA
- Igreja de Nossa Senhora dos Aflitos
- Igreja da Ajuda
- Relógio de São Pedro
- Estátua do Barão do Rio Branco
- Mosteiro de São Bento
- Largo de São Bento
- Edifício Sulacap